# Midtskandia
Midtskandia är en gränsregional samarbetsorganisation som samlar vissa kommuner och organisationer i Nordland fylke (särskilt området Helgeland) i Norge och i Västerbottens län i Sverige.

## Medlemmar

### Norska kommuner
- Alstahaug kommune
- Brönnöy kommune
- Grane kommune
- Hattfjelldal kommune
- Hemnes kommune
- Heröy kommune
- Luröy kommune
- Nesna kommune
- Rana kommune
- Rødøy kommun
- Sömna kommune
- Vefsn kommune
- Vevelstad kommune
- samt Nordland fylkeskommune

### Svenska kommuner
- Dorotea kommun
- Lycksele kommun
- Åsele kommun
- Vännäs kommun
- Sorsele kommun
- Storumans kommun
- Umeå kommun
- Vilhelmina kommun
- Vindelns kommun
- samt Regionförbundet i Västerbottens län

Bland medlemmarna återfinns även svenska och norska organisationer och företag.